# Municipio de Barton (Arkansas)
El municipio de Barton (en inglés: Barton Township) es un municipio ubicado en el condado de Arkansas en el estado estadounidense de Arkansas. En el año 2010 tenía una población de 210 habitantes y una densidad poblacional de 2,24 personas por km².

## Geografía
El municipio de Barton se encuentra ubicado en las coordenadas 34°21′15″N 91°39′49″O / 34.35417, -91.66361. Según la Oficina del Censo de los Estados Unidos, el municipio tiene una superficie total de 93.66 km², de la cual 90,78 km² corresponden a tierra firme y (3,07 %) 2,88 km² es agua.

## Demografía
Según el censo de 2010, había 210 personas residiendo en el municipio de Barton. La densidad de población era de 2,24 hab./km². De los 210 habitantes, el municipio de Barton estaba compuesto por el 96,67 % blancos, el 0,48 % eran afroamericanos, el 0,48 % eran amerindios, el 1,43 % eran asiáticos y el 0,95 % eran de una mezcla de razas. Del total de la población el 0 % eran hispanos o latinos de cualquier raza.